# Phoradendron mathewsii
Phoradendron mathewsii là một loài thực vật có hoa trong họ Santalaceae. Loài này được Trel. miêu tả khoa học đầu tiên năm 1916.